# Danube (Minnesota)
Danube – miasto w Stanach Zjednoczonych, w stanie Minnesota, w hrabstwie Renville.